# Durusu
Durusu o Terkos (en griego: Δέρκος Derkos; también Δέλκη Delke, Δέλκος Delkos y Δέρκοι Derkoi) es un pueblo en el distrito de Çatalca en Estambul, Turquía. Se encuentra cerca del homónimo lago Durusu y de la presa de Terkos.

## Historia
El pueblo es mencionado desde la Antigüedad clásica como Derkos/Delkos/Derkoi, pero el emperador bizantino Atanasio I la elevó a la categoría de ciudad y la reconstruyó como un bastión avanzado para la defensa de Constantinopla. Probablemente también se creó al mismo tiempo una sede episcopal. En la primera mitad del siglo vi, Derkos era conocida como una fortaleza de los monofisitas.
Después de la captura de Constantinopla por la cuarta cruzada y la partición del Imperio bizantino entre los jefes cruzados, Derkos se convirtió en parte del nuevo Imperio latino hasta 1247, cuando el emperador de Nicea Juan III Ducas Vatatzés lo capturó. Derkos sirvió como base de Andrónico IV Paleólogo en su fallido intento de usurpación en 1373 contra su padre Juan V Paleólogo. En la década de 1420, Derkos era una de las pocas ciudades que todavía estaban en manos de los bizantinos a lo largo de la costa del Mar Negro. Como tal, formó el infantado del futuro Constantino XI Paleólogo en 1421, cuando su padre Manuel II Paleólogo asignó varias partes del imperio a sus hijos.
La ciudad fue tomada por los otomanos durante los preparativos para el asedio final de Constantinopla, a principios de 1453 o quizás incluso en 1452. Los fosos y terraplenes erigidos por los otomanos durante esta operación supuestamente todavía eran visibles en la década de 1660, cuando el viajero Evliya Çelebi visitó la ciudad. A finales del siglo xix, la ciudad tenía una población cristiana de 400, muchos de los cuales eran búlgaros.
Una iglesia dedicada a san Jorge todavía existió hasta principios del siglo xx, pero hoy son visibles pocos restos bizantinos y antiguos; algunas inscripciones de la época romana se encuentran en el Museo arqueológico de Estambul. La fortaleza medieval todavía existe en un estado parcialmente bien conservado, a 1 km al oeste del asentamiento, cerca del lago, aunque grandes secciones fueron demolidas a fines del siglo xx para proporcionar material de construcción.